# Slapt-get
slapt-get és un sistema basat en APT per al control de paquets a la distribució Slackware GNU/Linux. Va ser escrit per Jason Woodward l'any 2003 i intenta proporcionar les mateixes capacitats que la versió original de Debian GNU/Linux del software apt-get.
slapt-get conté una llibreria en C anomenada libslapt-get que permet la creació d'altres entorns d'interfície gràfica, com gslapt.

## Característiques
Les característiques més notables del sistema són:
- Utilitza eines natives de Slackware com installpkg o updatepkg.
- Suporta múltiples fonts de paquets.
- Emmagatzema dades temporals a la memòria cau relatives als paquets i les actualitza des de les fonts.
- Suporta protocol HTTP, HTTPS, FTP, FTPS, file:// i més (a través de libcurl).
- Continua amb les descàrregues interrompudes i revisa la integritat dels fitxers descarregats per mitjà de sumes MD5.
- Mostra paquets disponibles i instal·lats segons les dades de la memòria cau.
- Suporta la cerca de paquets per mitjà d'estàndards POSIX i expressions regulars.
- Control de paquets per nom i/o per versió específica.
- Obtenir i aplicar actualitzacions de programari.
- Actualitzar d'una versió de Slackware a una altra per mitjà de passos molt simples.
- Mostra descripcions de paquets com mida, dependències, conflictes, etc.
- Exclou paquets de les actualitzacions segons nom o expressions regulars.
- Motor de transacció per a instal·lar, actualitzar i eliminació, reportant informació del que es farà i assegurant així la integritat de l'execució de l'acció.
- Algorisme de comparació de versions per evitar canvis a versions anteriors d'un paquet.
- Suport d'internacionalització per mitjà GNU gettext, suportant més de 20 llenguatges.
- Verificació exhaustiva d'integritat de les dades, com escriure canvis només si totes les fonts van ser descarregades correctament i així també només descarregant fonts que hagin canviat des de l'últim cop que van ser actualitzades.

## Dependències
slackpkg no proporciona suport per a la resolució de dependències de paquets inclosos a la distribució de Slackware. En canvi, proporciona un marc de treball per a al resolució de dependències compatibles amb Slackware, semblant a l'estil de personalització manual d'APT. Diverses fonts de paquets i distribucions basades en Slackware fan ús extensiu d'aquesta característica.
Agregar informació per a la resolució de dependències no requereix la modificació del paquet en si mateix, si no que pot ser inclosa a l'arxiu PACKAGES.TXT, previst per Patrick Volkerding i similar a l'arxiu Packages.gz de Debian. Hi ha diversos codis disponibles per a la creació dinàmica d'un arxiu PACKAGES.TXT a partir d'un grup de paquets. Al format oficial de l'arxiu se li agreguen unes quantes línies per paquet que llavors són processades per slapt-get al moment de descarregar les fonts. És bastant comú que els paquets de terceres persones incloguin aquesta línies per a la posterior extracció a l'arxiu PACKAGES.TXT. La inclusió d'aquesta informació a l'arxiu no inhibeix pkgtool d'instal·lar els paquets satisfactòriament, sinó que és silenciosament ignorada i descartada després de la instal·lació.
Existeixen altres mètodes per agregar informació de dependències als paquets sense modificar el paquet previst per Volkerding.